# Bayard (Nowy Meksyk)
Bayard – miasto w Stanach Zjednoczonych, w stanie Nowy Meksyk, w hrabstwie Grant.